# SpaceShipOne
A SpaceShipOne többször felhasználható, légi indítású űrrepülőgép, melyet Burt Rutan vállalata, a Scaled Composites fejlesztett ki, kizárólag magántőke felhasználásával, űrturisták szállítására. A repülőeszközzel csak űrugrás hajtható végre, az alacsony Föld körüli pályát sem képes elérni. A Tier One program keretében történt fejlesztéssel 2004. június 21-én történt meg az első magán-finanszírozású embert szállító űrrepülés, majd október 4-én, két, előre bejelentett, egymást két héten belül követő űrrepüléssel elnyerték a 10 millió dolláros Ansari X-díjat, demonstrálva a rendszer működőképességét. Továbbfejlesztésével fogják létrehozni a SpaceShipTwo-t, melyet kis sorozatban terveznek gyártani, és kizárólag űrturisták szállítására fogják felhasználni.

## Tulajdonságok
A SpaceShipOne-t szuborbitális űrrepülőgépnek tervezték. Képes elérni az űrhatárt, de még nincs elegendő sebessége a tartós keringéshez. A Nemzetközi Repülő Szövetség (FAI, Federation Aeronautique Internationale) által definiált űrhatár 100 km, amely meghaladja a NASA és az USAF által definiált 80 km (50 mérföld) magasságot. A SpaceShipOne 100–110 km magasság elérésére képes. A kabinjában a pilótát is beleértve hárman férnek el. Ereszkedéskor nem használ ejtőernyőt, a részben elfordítható szárnyai fékezik.
A SpaceShipOne néhány tulajdonságát a korábbi rakétarepülőgépektől örökölte. A SPACEDEV Inc. fejlesztette hibrid rakétahajtóművet használ. Az indítási magasságot egy sugárhajtású hordozórepülőgép, a külön erre a célra kifejlesztett White Knight (Fehér Lovag) alá rögzítve éri el. A repülőgép önálló hordozó rendszer, amely az űrrepülőgépet a hasa alatt szállíthatja. A hordozó repülőgép, és az űrrepülőgép is egyaránt a felhasználás után újra üzembe állítható.

## Üzemanyag
Az űrjármű üzemanyaga különleges. Hajtóanyaga dinitrogénoxid (kéjgáz) és hidroxivégződésű polibutadién (HTPB), (ez az anyag egyben a gumiabroncsok egyik alkotó eleme is). A két anyag az égéstérben találkozik, ahol a folyékony dinitrogénoxid oxidáló gázzá alakul át. A keveréket a meghajtó indításakor begyújtják. A megoldás előnye, hogy a pilóták a nitrogénoxid-szelepek segítségével egyszerűen tudják befolyásolni az égést. A HTPB üzemanyag nem illékony, ezért biztonságosan tárolható, nem keveredik, és nem robbanásveszélyes. Előnye még, hogy a levegőt is kevésbé szennyezi. Égésekor vízgőzt, szén-dioxidot, szén-monoxidot és nitrogént szabadít fel, míg az Space Shuttle a szilárd rakétáiban fellövéskor ammónium-perklorát és alumínium az üzemanyag, melynek reakcióba lépésekor alumínium-oxid, alumínium-klorid, nitrogénmonoxid és víz keletkezik.
3 Al + 3 NH4ClO4 => Al2O3 + AlCl3 + 3 NO + 6 H2O

## Fejlesztés
A SpaceShipOne fejlesztése és megépítése 20 millió dollárba került, amely kétszer nagyobb mint az Ansari által kitűzött X-díj. A Scaled Composites vállalat fejlesztési tervét Paul Allen, a Microsoft cég társvezetője támogatta.

## Berepülés
2004. április elején a Scaled Composites megkapta az első engedélyt a rakétarepülőgép repülésére az amerikai közlekedési minisztériumtól. Az engedéllyel egy évre szóló teszt repülési, és ezzel hatalmas fejlődési lehetőséget kapott a vállalat. Ez volt az első eset, hogy egy magáncég emberi űrrepülésekhez repülési engedélyt kapjon. A SpaceShipOne repüléseinek bázisa a Mojave légikikötő polgári repülés teszt központja (Mojave Airport Civilian Flight Test Center) volt.
A SpaceShipOne-t az Egyesült Államok Szövetségi Repülési Hivatalában (FAA, Federal Aviation Administration) regisztrálták.
A SpaceShipOne projekt berepülőpilótái Brian Binnie, Peter Siebold, Mike Melvill, és Doug Shane voltak.
| SpaceShipOne végrehajtott tesztrepülései | SpaceShipOne végrehajtott tesztrepülései | SpaceShipOne végrehajtott tesztrepülései | SpaceShipOne végrehajtott tesztrepülései | SpaceShipOne végrehajtott tesztrepülései |
| Repülés                                  | Dátum                                    | Csúcssebesség                            | Magasság                                 | Pilóta                                   |
| ---------------------------------------- | ---------------------------------------- | ---------------------------------------- | ---------------------------------------- | ---------------------------------------- |
| 11P                                      | 2003. december 17.                       | 1,2 Mach                                 | 20,7 km                                  | Brian Binnie                             |
| 13P                                      | 2004. április 8.                         | 1,6 Mach                                 | 32,0 km                                  | Peter Siebold                            |
| 14P                                      | 2004. május 13.                          | 2,5 Mach                                 | 64,4 km                                  | Mike Melvill                             |
| 15P                                      | 2004. június 21.                         | 2,9 Mach                                 | 100,1 km                                 | Mike Melvill                             |
| 16P                                      | 2004. szeptember 29.                     | 2,92 Mach                                | 102.9 km                                 | Mike Melvill                             |
| 17P                                      | 2004. október 4.                         | 3,09 Mach                                | 112.0 km                                 | Brian Binnie                             |

## SpaceShipTwo
A SpaceShipTwo a SpaceShipOne utódja.